# 장기수
장기수(張起洙, 1968년 7월 18일 ~ )는 대한민국의 20대 대통령 선거 이재명 대통령 후보 충남선거대책위원회 공동종합상황실장이었으며, 제5·6대 충청남도 천안시의원이었다.

## 학력
- 1975.03 ~ 1981.02 광신국민학교 (폐교) 졸업
- 1981.03 ~ 1984.02 광명중학교 졸업
- 1984.03 ~ 1987.02 광명고등학교 졸업
- 1987.03 ~ 1993.02 단국대학교 경영학 학사 졸업

## 경력
- 봉서산시민대책위원회 봉서산지킴이 단장
- 단국대학교 천안동창회 창립준비이사
- 1999 ~ 2005 한국청년연합회(KYC) 천안지부 대표
- 천안민주단체협의회 집행위원장
- 아파트 영화제 운영위원장
- 컴퓨터 무료교육 정보화 나눔운동 단장
- 장애우 사회통합 프로그램 운영팀장
- YMCA 가정폭력상담소 자문위원
- 2002 ~ 2002 천안 총선시민연대 상임대표
- 2004 ~ 2005 천안 시민사회단체연대회의 상임대표
- 2004 충남자치분권연구소 이사
- 2005 생활자치네트워크 공동대표
- 급식개혁과 우리농산물 이용을 위한 학교급식 조례제정 천안운동본부 대표
- 천안시 불당동 러브호텔 반대를 위한 시민대책위원회 공동대표
- 천안시 화상경마장 반대를 위한 시민대책위원회 대표
- 천안시 고교평준화 시민연대 공동대표
- 민주평화통일자문회의 자문위원
- 불당 100인회 자문위원
- 쌍용3동 주민자치위원
- 백석초등학교 운영위원
- 천안시 세무서 고충처리위원
- 천안의료원 공공보건의료계획 심의위원
- 2006.07 ~ 2010.06 제5대 충청남도 천안시의회 의원
- 2006.07 ~ 2008.07 제5대 충청남도 천안시의회 전반기 총무복지위원회 위원
- 2006 민주당 충남도당 청년위원회 위원장
- 2007 천안학교급식협의회 공동대표
- 2008.07 ~ 2010.06 제5대 충청남도 천안시의회 후반기 운영위원회 위원장
- 2008.07 ~ 2010.06 제5대 충청남도 천안시의회 후반기 총무복지위원회 위원
- 2008.07 ~ 2010.06 제5대 충청남도 천안시의회 후반기 예산결산특별위원회 위원
- 2009.02 ~ 2009.02 제5대 충청남도 천안시의회 천안시관광활성화대책특별위원회 위원
- 충남장애인부모회 주간보호센터 운영위원
- 친환경무산급식 천안연대 공동대표
- 천안시 학교급식협의회 대표
- 수곡초등학교 운영위원
- 충청남도 색동회 운영위원
- 천안시 천사운동본부 이사
- 2010.07 ~ 2014.06 제6대 충청남도 천안시의회 의원
- 2010.07 ~ 2012.07 제6대 충청남도 천안시의회 전반기 부의장
- 2010.07 ~ 2012.07 제6대 충청남도 천안시의회 전반기 총무복지위원회 위원
- 2010.07 ~ 2012.07 제6대 충청남도 천안시의회 전반기 예산결산특별위원회 위원
- 2012.07 ~ 2014.06 제6대 충청남도 천안시의회 후반기 총무복지위원회 위원
- 2013.02 좋은도시연구소 소장
- 단국대학교 초빙교수
- 2014.06 ~ 2018.04 제2대 충청남도 청소년진흥원 원장
- 2018 ~ 2018 더불어민주당 충남도당 대변인
- 2018 ~ 2018 단국대학교 충남동문회 부회장
- 2018.11 더불어민주당 참좋은지방정부위원회 상임위원
- 2019.03 서울시 정책연수프로그램 지역협력관
- 2019.10 국가균형발전위원회 국민소통특별위원
- 2020 천안시장 예비후보
- 2021.08 ~ 대통령소속 자치분권위원회 정책자문위원
- 2021 이재명 경선대책본부 충남공동본부장 및 총괄상황실장
- 2021 제 20대 대통령선거 이재명 대통령후보 충남선거대책위원회 공동종합상황실장

## 수상
- 2009 농림부장관 공로상
- 2022 제7회 KOREA AWARDS 사회공헌부문 수상

## 역대 선거 결과
|  | 30.87% |

|  | 15.29% |

|  | 40.29% |